# Xã Jackson No. 1, Quận Greene, Missouri
Xã Jackson No. 1 (tiếng Anh: Jackson No. 1 Township) là một xã thuộc quận Greene, tiểu bang Missouri, Hoa Kỳ. Năm 2010, dân số của xã này là 2.869 người.